# Furcifer bifidus
Furcifer bifidus este o specie de cameleoni din genul Furcifer, familia Chamaeleonidae, descrisă de Brongniart 1800. A fost clasificată de IUCN ca specie cu risc scăzut. Conform Catalogue of Life specia Furcifer bifidus nu are subspecii cunoscute.